# Martina Weber
Martina Weber (Treviri, 8 giugno 1982) è un'ex cestista tedesca.
Alta 195 cm, giocava come centro.

## Carriera
È stata selezionata dalle New York Liberty al terzo giro del Draft WNBA 2007 (29ª scelta assoluta).
Con la Germania ha disputato i Campionati europei del 2007.